# هيرمان جوسلر
هيرمان جوسلر (بالألمانية: Hermann Goßler)‏ (ولد في 21 أغسطس 1802 في هامبورغ، وتوفي في 10 مايو 1877 في هامبورغ) كان محامي من مدينة هامبورغ، وعضو مجلس الشيوخ (1842-1877) ، ورئيس البلدية الأول ورئيس مجلس الشيوخ في مدينة هامبورغ الحرة والمدينة الهانزية (أي رئيس دولة جمهورية المدينة في عام 1874، كان عمدة المدينة الثاني في أعوام 1870 و1871 و1873. خلال فترة طويلة من توليه منصب السيناتور وفترة رئاسته كرئيس ثاني، كانت هامبورغ دولة ذات سيادة كاملة. 